# Тарасов, Дмитрий Евгеньевич
Дми́трий Евге́ньевич Тара́сов (13 февраля 1979, Хабаровск — 14 июня 2023, Хабаровск) — российский хоккеист, крайний нападающий и хоккейный тренер.

## Карьера
Воспитанник хабаровского хоккея. Начал карьеру в 1997 году в составе клуба «СКА-Амур», выступая до этого за фарм-клуб ЦСКА. В составе хабаровчан выступал на протяжении 9 сезонов, заслужив за это время звание капитана команды, а также набрав 112 (46+66) очков в 316 проведённых матчах. В 2006 году, сразу после того, как Тарасов вместе с командой завоевал повышение в классе, потерянное двумя годами ранее, он подписал контракт с уфимским «Салаватом Юлаевым», с которым в сезоне 2007/08 впервые стал чемпионом России.
В середине того сезона руководство «Амура» предлагало Тарасову вернуться в Хабаровск, на что он ответил отказом, однако сразу по окончании сезона всё-таки покинул Уфу и заключил пробное соглашение сроком на два месяца с московским «Динамо». В составе москвичей Тарасов провёл 10 матчей, набрав 3 (1+2) очка, однако сразу после окончания срока действия контракта перешёл в другой московский клуб — «Спартак». За оставшуюся часть сезона набрал 21 (7+14) очко в 42 матчах. 7 октября 2009 года, несмотря на слухи о возвращении в «Амур», подписал однолетний контракт с новосибирской «Сибирью».
В своём дебютном сезоне в составе сибирского клуба Тарасов провёл 42 матча, набрав 20 (8+12) очков, после чего руководство команды приняло решение продлить соглашение ещё на один год. Тем не менее, сезон 2010/11 получился неудачным — в 46 проведённых матчах Тарасов набрал лишь 8 (0+8) очков, после чего покинул клуб. 2 июня 2011 года Тарасов заключил с «Амуром» однолетнее соглашение, приняв на себя обязанности капитана команды. В сезоне 2011/12 стал одним из лучших игроков хабаровской команды, в 56 матчах набрав 29 (12+17) очков, после чего руководство «Амура» приняло решение продлить соглашение ещё на два года. После двух сезонов руководство «Амура» решило продлить контракт с игроком ещё на два сезона.
4 ноября 2017 года объявил о завершении карьеры.
Работал тренером сначала был тренером «Амур-2004», затем работал тренером-ассистентом в МХК Амурские Тигры (2019-2021) .
Скоропостижно скончался 14 июня 2023 года на 45-м году жизни. Простились с Дмитрием Тарасовым 17 июня в Спасо-Преображенском кафедральном соборе. Похоронен на Центральном кладбище Хабаровска.
После смерти хоккеиста появилась инициативная группа, которая просила клуб вывести 14 номер из обращения. В результате руководство клуба приняло соответствующее решение. В связи с этим защитнику клуба Виктору Балдаеву пришлось сменить номер с 14 на 41.

### Достижения
- Чемпион России 2008.

## Статистика
| Легенда | Легенда                    | Легенда | Легенда                   | Легенда | Легенда    |
| ------- | -------------------------- | ------- | ------------------------- | ------- | ---------- |
| И       | Количество проведённых игр | Штр     | Штрафное время            | +/−     | Плюс-минус |
| Г       | Голы                       | П       | Голевые передачи          | О       | Очки       |
| -       | Статистика неизвестна      | —       | Статистика не учитывалась |         |            |

### Клубная карьера
- a В этом сезоне в «Плей-офф» учитывается статистика игрока в Кубке Надежды.